# Vain Glory Opera

Vain Glory Opéra est le troisième album du groupe de power metal allemand Edguy et fut publié le 15 janvier 1998. Les chansons "Vain glory opera" et "Out of control" sont les plus connus de cet album et sont encore très régulièrement jouées durant les concerts du groupe. L'album contient également la chanson "Hymn", une reprise du groupe Ultravox qui est assez connue.
Les musiciens Timo Tolkki de Stratovarius et Hansi Kürsch de Blind Guardian ont participé à l'enregistrement de la chanson "Out of control" dans le cas de Tolkki et des chansons "Out of control" et "Vain glory opera" dans le cas de Kürsch. Timo Tolkki était également le producteur de l'album. L'ancien batteur du groupe, Dominik Storch, avait quitté le groupe avant l'enregistrement de l'album et fut spontanément remplacé par Frank Lindenthal.

## Personnel de l'album
- Tobias Sammet – Vocals, Bass, Keyboards
- Jens Ludwig – Guitars
- Dirk Sauer – Guitars
- Frank Lindenthal – Session Drums

Musiciens invités:
- Ralf Zdiarstek – chant de fond
- Norman Meiritz – chant de fond
- Andy Allendorfer – chant de fond
- Hansi Kursch – chant (chansons 5 et 6)
- Timo Tolkki – guitare (chanson 5)

## Liste des chansons
1. "Overture" 1:31
2. "Until We Rise Again" 4:28
3. "How Many Miles" 5:39
4. "Scarlet Rose" 5:10
5. "Out of Control" 5:04
6. "Vain Glory Opera" 6:08
7. "Fairytale" 5:11
8. "Walk on Fighting" 4:46
9. "Tomorrow" 3:53
10. "No More Foolin'" 4:55
11. "Hymn" 4:53
12. "But Here I Am" 4:33